# Uropolystigma
Uropolystigma är ett släkte av svampar. Uropolystigma ingår i ordningen Phyllachorales, klassen Sordariomycetes, divisionen sporsäcksvampar och riket svampar.
|               | Phaeochoraceae                                |
|               |                                               |
|               | Phyllachoraceae                               |
|               |                                               |
|               | Lichenochora                                  |
|               |                                               |
|               | Mangrovispora                                 |
|               |                                               |
|               | Palmomyces                                    |
|               |                                               |
|               | Maculatifrondes                               |
|               |                                               |
|               | Phycomelaina                                  |
|               |                                               |
| Uropolystigma | \| \| Uropolystigma atrotestaceum \| \| \| \| |
|               | \| \| Uropolystigma atrotestaceum \| \| \| \| |
|               | Lindauella                                    |
|               |                                               |
|               | Cyclodomus                                    |
|               |                                               |
|               | Uropolystigma atrotestaceum                   |
|               |                                               |

|  | Uropolystigma atrotestaceum |
|  |                             |